# Omphalodes brassicifolia
Omphalodes brassicifolia är en strävbladig växtart som först beskrevs av Mariano Lagasca y Segura, och fick sitt nu gällande namn av Robert Sweet. Omphalodes brassicifolia ingår i släktet lammtungor, och familjen strävbladiga växter. Inga underarter finns listade i Catalogue of Life.